# Abzeme
Abu Maomé Ali ibne Amade ibne Saíde ibne Hazme (em árabe: أبو محمد علي بن احمد بن سعيد بن حزم; romaniz.: Abū Muḥammad ʿAlī ibn Aḥmad ibn Saʿīd ibn Ḥazm; Munte Lixum, Califado de Córdova, 7 de novembro de 994 – Munte Lixum, 15 de agosto 1064, / 456 AH), mais conhecido como ibn Hazm,, ibn Khazem, ou Abenházam, aportuguesado como Abzeme, ou ibne Házeme, ibne Hazme, também referido como Alandalusi Azairi (al-Andalusī aẓ-Ẓāhirī) foi um erudito, poeta, historiador, jurista e teólogo andalusino, considerado o pai da religião comparada.
Descrito como um dos mais estritos intérpretes dos hádices, foi um dos principais proponentes e codificadores da escola de jurisprudência islâmica zahiri (sunita). A Enciclopédia do Islã refere-se a ele como um dos maiores pensadores do mundo islâmico. Produziu cerca de 400 obras (totalizando cerca de 80 000 páginas), das quais apenas 40 chegaram à nossa época. Sua produção abrange várias áreas do conhecimento, tais como jurisprudência islâmica,  história, genealogia, ética, teologia e religião comparada. Seu grande tratado histórico-religioso al-Fiṣal ('Discriminação') critica não só o judaísmo e o cristianismo, mas também as seitas muçulmanas heterodoxas - embora ele próprio tenha rompido com a ortodoxia, nos campos jurídico e teológico, apoiando o sistema zahirita. 
Particularmente interessante é o seu tratado sobre o amor Ṭawq al-ḥamāma ('O colar da pomba'), onde a parte teórica é acompanhada por lembranças autobiográficas e anedóticas, com citações extensas de seus próprios versos. Nele, o autor relata a existência de homossexualidade feminina e masculina na comunidade islâmica, em particular a andalusa, condenado tais práticas como pecado à luz dos textos religiosos, mas advogando contra a pena de morte. Declara-se contra a visão de que era uma condição irredímivel e merecedora da mais elevada punição, e sugere reduzir a punição a apenas dez chibatadas.

## Biografia
Nasceu em Munte Lixum ou Munte Lixã (Montíjar), Niebla, perto de Huelva, Taifa de Sevilha. De temperamento apaixonado e vigoroso polêmico, participou intensamente da vida política da sua próspera época. Foi vizir do califa Abderramão V (r. 1023–1024) mas, em consequência de intrigas palacianas, esteve na prisão em várias ocasiões, além de ter sofrido um breve desterro. Posteriormente, abandonou a política para se dedicar aos estudos de teologia e direito. Após as crises do Califado de Córdova, exilou-se em diferentes taifas de Alandalus - como a taifa de Sevilha, a convite de Almutadide (r. 1042–1069), e a taifa de Maiorca. Morreria perto do sítio de seu nascimento.
Os seus pontos de vista controversos não foram bem aceites pela generalidade dos seus pares. A célebre queima pública de seus livros, em Sevilha, pelo governante Almutadide, inspirou um seu conhecido poema:
دعـوني من إحراقِ رَقٍّ وكـاغدٍ

          وقولوا بعلمٍ كي يرى الناسُ من يدري
فإن تحرقوا القرطاسَ لا تحرقوا الذي
         تضمّنه القرطاسُ، بـل هو في صدري
يـسيرُ معي حيث استقلّت ركائبي
       وينـزل إن أنـزل ويُدفنُ فـي قبري

| “ | Deixai de prender fogo a pergaminhos e papéis, e mostrai vossa ciência para que se veja quem é o que sabe. E é que ainda que queimeis o papel nunca queimareis o que contém, posto que no meu interior o levo, viaja sempre comigo quando cavalgo, comigo dorme quando descanso, e na minha tumba será enterrado logo | ” |